# ایچنوهه، ایواته
ایچنوهه، ایواته (به لاتین: Ichinohe, Iwate) یک منطقهٔ مسکونی در ژاپن است که در استان ایواته واقع شده‌است. ایچنوهه، ایواته ۳۰۰٫۰۳ کیلومتر مربع مساحت و ۱۲٬۹۴۶ نفر جمعیت دارد.